# Hoikka Tulisaari
Hoikka Tulisaari är en ö i Finland. Den ligger i sjön Rikkavesi och i kommunen Kaavi i den ekonomiska regionen  Nordöstra Savolax ekonomiska region  och landskapet Norra Savolax, i den centrala delen av landet, 400 km nordost om huvudstaden Helsingfors. Öns area är 1,4 hektar och dess största längd är 260 meter i nord-sydlig riktning.